# Théméricourt
Théméricourt – miejscowość i gmina we Francji, w regionie Île-de-France, w departamencie Dolina Oise.
Według danych na rok 2010 gminę zamieszkiwały 264 osoby, a gęstość zaludnienia wynosiła 35 osób/km².